# Graaff-Reinet
Graaff-Reinet è un centro abitato del Sudafrica, situato nella provincia del Capo Orientale.